# سیارک ۲۳۸۱۷
سیارک ۲۳۸۱۷ (به انگلیسی: 23817 Gokulk، نامگذاری:1998QX50) بیست و سه هزار و هشتصد و هفدهمین سیارک کشف شده‌است که در ۱۷ اوت ۱۹۹۸ کشف شد.
قدر مطلق سیارک برابر ۲۰.۴ است.